# 1929 год в кино

## Фильмы

### Мировое кино
- «Аллилуйя» (реж. Кинг Видор) — первый кинофильм, в котором снялись только чернокожие актёры.
- «Андалузский пёс»/Un chien andalou, Франция (реж. Луис Бунюэль и Сальвадор Дали)
- «Бродвейская мелодия»/The Broadway Melody, США (реж. Гарри Бомонт)
- «Бульдог Драммонд»/Bulldog Drummond, США (в гл. роли Рональд Колман).
- «Вирджинец» (в гл. роли Гэри Купер)
- «Девушка на Луне»/Frau im Mond, Германия (реж. Фриц Ланг)
- «Кокетка»/Coquette, США (реж. Сэм Тейлор)
- «Поцелуй»/The Kiss, США (реж. Жак Фейдер)
- «Таинственный доктор Фу Манчу» (реж. Роланд В. Ли)
- «Шантаж»/Blackmail, США (реж. Альфред Хичкок) — первый английский фильм с полным звуковым сопровождением.
- «Шквал»/The Squall, США (реж. Александр Корда)
- «Ящик Пандоры»/Die Büchse der Pandora, Германия (реж. Георг Вильгельм Пабст)

### Советское кино

#### Художественно-игровое кино

##### Фильмы ЗСФСР

###### Азербайджанская ССР
- Гаджи-Кара (реж. Аббас Мирза Шариф-заде)
- Севиль (реж. Амо Бек-Назаров)

##### Фильмы БССР
- «До завтра», (реж. Юрий Тарич)

##### Фильмы РСФСР
- «Зелимхан», (реж. Олег Фрелих)
- «Обломок империи» (реж. Фридрих Эрмлер).
- «Генеральная Линия (Старое и Новое)», (реж. Сергей Эйзенштейн и Григорий Александров)
- «Торговцы славой», (реж. Леонид Оболенский)

#### Документальное кино
- Турксиб (р/п. Виктор Турин).
- Человек с киноаппаратом (р/п. Дзига Вертов).

## Награды
В США Академия кинематографических искусств и наук впервые присуждает свои призы — позолоченную статуэтку, известную под именем «Оскар» (по итогам сезона 1927—1928 гг.)

## Знаменательные события
- Появление кинематографического формата Fox Grandeur на киноплёнке шириной 70 мм.

## Персоналии

### Родились

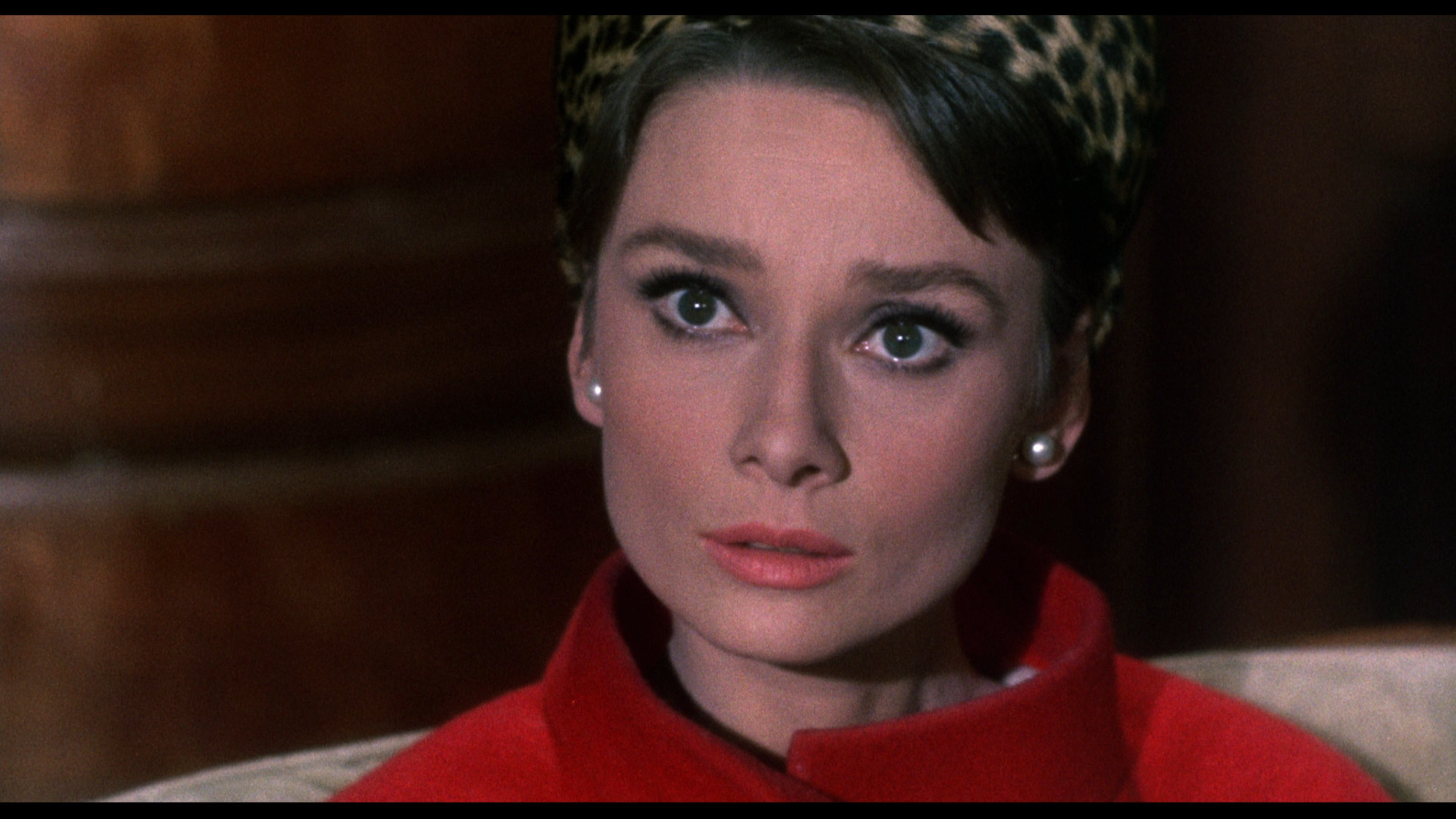
Одри Хепбёрн в фильме «Шарада» (1963 г.)

- 16 января — Артём Иноземцев, советский киноактёр и режиссёр телевизионных спектаклей, народный артист Литвы.
- 7 февраля — Алехандро Ходоровски, мексиканский режиссёр, актёр, писатель.
- 22 февраля — Джеймс Хонг, американский актёр.
- 21 марта — Тамаш Шомло, венгерский кинооператор и кинорежиссёр.
- 10 апреля — Макс фон Сюдов, шведский актёр.
- 20 апреля — Вадим Юсов, советский и российский кинооператор, сценарист.
- 4 мая — Одри Хепбёрн, британская и американская актриса.
- 29 мая — Тамаш Реньи, венгерский кинорежиссёр и сценарист.
- 27 июня — Доньо Донев, болгарский кинорежиссёр, сценарист, художник и педагог.
- 25 июля — Василий Шукшин, советский и российский актёр, кинорежиссёр, писатель.
- 4 сентября — Нина Ургант, советская и российская актриса театра и кино, народная артистка РСФСР.
- 22 сентября — Дину Коча, румынский кинорежиссёр и сценарист.
- 7 ноября — Ричард Викторов, советский кинорежиссёр, лауреат Государственной премии РСФСР и премии имени Братьев Васильевых.
- 9 ноября — Юрий Чулюкин, советский кинорежиссёр, сценарист, киноактёр, автор текстов песен, народный артист РСФСР.
- 12 ноября
  - Ролан Быков, советский и российский актёр и кинорежиссёр, народный артист СССР, лауреат Государственной премии СССР.
  - Грейс Келли, киноактриса.
- 8 декабря — Клара Румянова, советская и российская актриса кино, известная работой по озвучиванию персонажей более 300 советских мультфильмов, заслуженная артистка России.

### Скончались
- 2 ноября – Лена Амшель, звезда немого кино.